# Xanthodaphne sedillina
Xanthodaphne sedillina é uma espécie de gastrópode do gênero Xanthodaphne, pertencente a família Raphitomidae.